# Kyrbach
Der Kyrbach ist ein knapp 24 km langes Gewässer im zentralen Hunsrück. Er entspringt als Binger Bach in der Nähe von Kappel auf circa 500 m ü. NN und fließt anschließend in Nord-Süd-Richtung. Ab Kludenbach nennt er sich Brühlbach, an Ober Kostenz vorbei Kehrbach und ab Nieder Kostenz dann Kyrbach.
In Hausen fließt der Kyrbach mit dem von rechts kommenden Idarbach zum Hahnenbach zusammen, der dann bei Kirn der Nahe zumündet.

## Name
Der Bach wird 926 als Kira erstmals urkundlich genannt. Der Sprachwissenschaftler Albrecht Greule leitet den Flussnamen Kira vom urkeltischen Wort *keiro- für 'dunkel' ab (dunkler Bach). Hans Bahlow hingegen sieht einen Zusammenhang mit dem keltischen Wort Kyr, das Wasser bedeutet. Auch der Ort Kirn leitet seinen Namen von dem Bach ab, genau so wie einige Wüstungen am Oberlauf in der Gemarkung Kappel: Kyr (Hof an der Kyrbachquelle) und  Kirweiler (zur Gemarkung Dill). Auch die Stadt Kirchberg, die in alten Urkunden bis zum 16. Jh. noch Kirberg, Kyrperch und ähnlich lautet, hat wohl ihren Namen vom Bach.

## Flora und Fauna
Der Kyrbach fließt durch extensiv genutzten Talwiesen, am Ufer stehen vor allem Weiden und Erlen, die heute kaum noch wirtschaftlich genutzt werden. Im Bereich der Dörfer Sohrschied, Schwerbach und Lindenschied wird das Tal enger, mit Eichen und Hainbuchen bewaldete Hänge treten direkt an den Bach. Graureiher und Stockenten sind die häufigsten Wasservögel im Bachtal. Auch Eisvögel werden häufiger am Bachufer gesichtet.

## Ausbau und Nutzung
Die Talauen im Oberlauf waren sehr sumpfig, zur Melioration wurde der Bach begradigt und in ein Schieferbett verlegt. Die erste Mühle war die Kappeler Mühle, bei der die Hunsrückhöhenstraße den Bach überbrückt. Im weiteren Verlauf hatte jedes Dorf eine oder gar zwei Mühlen am Bach.

## Tourismus
Zwischen Dillendorf und Oberkirn verläuft der Kyrbach durch ein einsames Tal ohne Straßenanbindung. Mehrere stillgelegte Schiefergruben befinden sich in diesem Talabschnitt.